# 동 루이스 다리

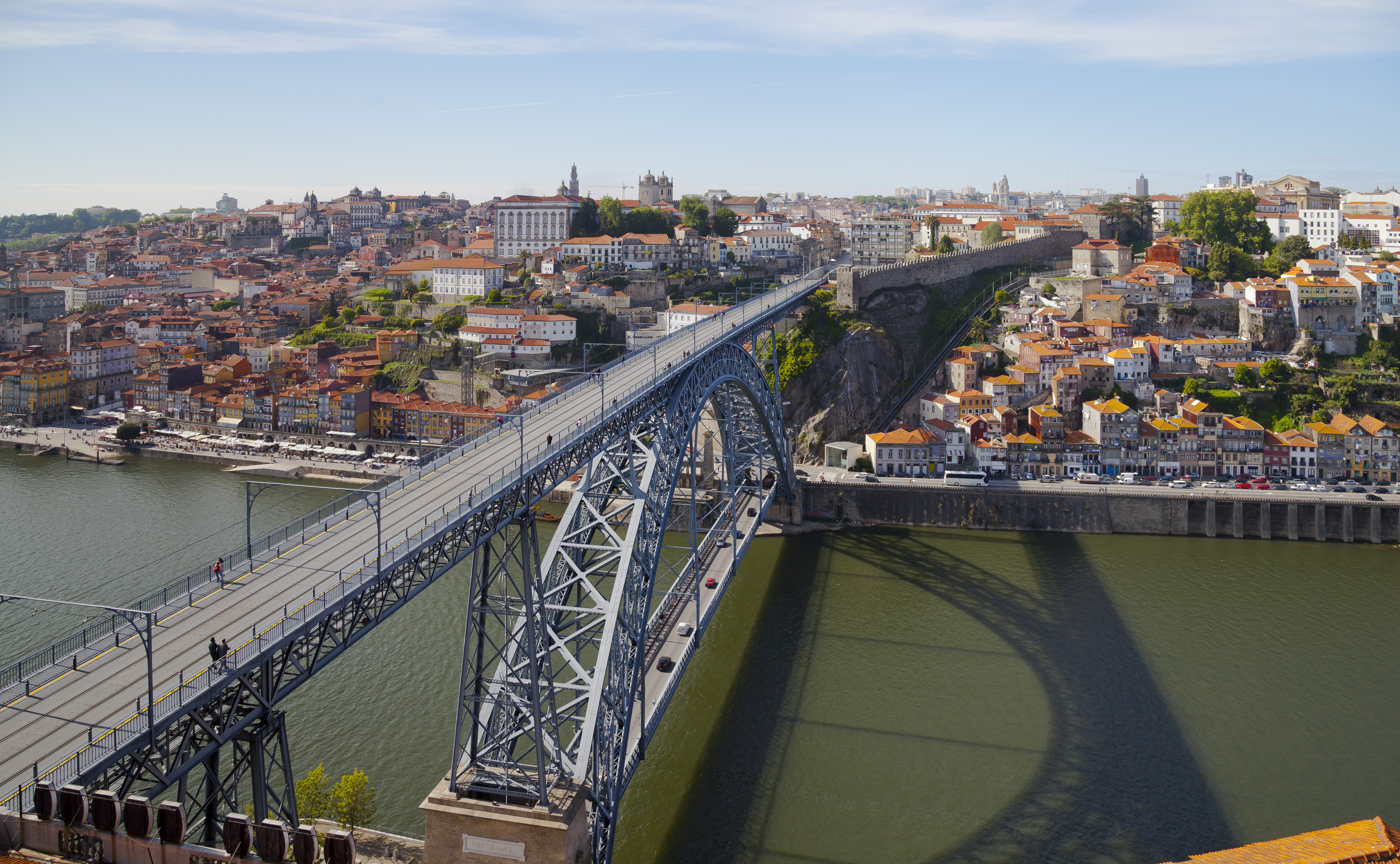
동 루이스 다리

동 루이스 다리(포르투갈어: Ponte D. Luís)는 포르투갈 포르투에 위치한 도로 철도 병용교이다. 도루강 위에 설치된 다리로 포르투와 빌라노바드가이아 사이를 연결한다. 다리 인근에는 마리아 피아 다리가 위치한다.
프랑스의 건축가인 귀스타브 에펠의 제자였던 테오필 세이리그(Théophile Seyrig)가 설계를 맡았다. 1881년 11월 21일에 공사가 시작되었고 1886년 10월 31일에 개통식을 가졌다. 다리 이름은 포르투갈의 루이스 국왕에서 유래된 이름이다.
2층 구조를 띤 아치교로서 너비는 8m, 높이는 85m에 달한다. 상층부의 길이는 395.25m, 하층부의 길이는 172m인데 상층부는 포르투 지하철, 보행자 전용 구역으로, 하층부는 자동차, 보행자 전용 구역으로 사용되고 있다.